# اوادیل (تگزاس)
اوادیل، تگزاس(به انگلیسی: Evadale, Texas) شهری در ایالت تگزاس از ایالات جنوبی ایالات متحده آمریکا است. در سرشماری سال ۲۰۰۰، جمعیت این شهر ۱۴۳۰ نفر اعلام شد.